# Сороколіт Іван Михайлович
Іван Михайлович Сороколіт (12 травня 1926, с. Олександрівка Тростянецького району Вінницької області — 11 травня 2017, с. Котівка Гусятинський район Тернопільська область) — український господарник, агроном, Герой Соціалістичної Праці.

## Життєпис
Пережив разом із сім'єю голодомор 1932—1933 років.
Після досягнення 18-річчя від квітня 1944 року брав участь у другій світовій війні, яку закінчив у Німеччині. Служив у групі радянських військ у Німеччині до 1952 року. Отримав бойове поранення.
Після демобілізації трудову діяльність почав завідувачем клубу села Клювинці Гусятинського району Тернопільської області.
Після закінчення Тернопільської обласної сільськогосподарської школи з підготовки голів колгоспів (м. Кременець, 1955) в березні 1956 року в числі «тридцятитисячників» направлений головою колгоспу «Маяк» у село Котівка Гусятинського району, який очолював до 2010 року — 54 роки. Прийнявши весною 1956 року відстале господарство з великими боргами перед державою, з 15 карбованцями на поточному рахунку, з наявним поголів'ям 37 корів та 86 свиней, без жодної зернини насіння в засіках, завдяки вмілому і ефективному керівництву вивів його у передове підприємство загальнодержавного («всесоюзного») масштабу. Пізніше — директор агрофірми «Маяк» у цьому селі.
Господарству присвоєне звання «Колгосп високої культури землеробства», у ньому був збудований і діяв новий тваринницький комплекс з вирощування нетелей на 7000 голів. Щільність поголів'я худоби в господарстві складала 120 голів на 100 га сільськогосподарських угідь. Підприємство постійно перебувало в лідерах за врожайністю сільськогосподарських культур у районі та області. Засаджено і вирощено 17 га хвойного лісу, споруджено ставків загальною площею 118 гектарів, збудовано підземну водопровідну мережу для зрошування полів на площі 1000 га.
І. М. Сороколіт поряд з виробничими питаннями велику увагу приділяв соціально-культурному будівництву в тих дев'яти населених пунктах та чотирьох сільських радах, що знаходилися на території колгоспу. За рахунок господарства прокладено 26 км магістрального газопроводу-відводу до села Котівка, що дозволило газифікувати не лише саме село, але й третину району.
За роки керівництва Івана Сороколіта в населених пунктах збудовано три будинки культури, три школи, два адміністративних будинки, житловий будинок на 36 квартир, фельдшерсько-акушерські пункти, три дитячі садки, одну церкву, прокладено дороги з твердим, а в село Котівку — з асфальтним покриттям.
Обирався головою ради колгоспів Тернопільської області та членом Всесоюзної ради колгоспів.
Помер 11 травня 2017 року.

## Родина
Дружина:

Варвара Іванівна Сороколіт (з дому — Хоменко; 10.03.1930, с. Камяне Лебединського району Сумської області — 16.01.2009, с. Котівка Гусятинського району Тернопільської області) працювала головним економістом колгоспу «Маяк» с. Котівка Гусятинського району Тернопільської області.
Діти:

Леонід (нар. 28.05.1955, м. Кременець Тернопільської області) — громадсько-політичний діяч; працював на комсомольській, партійній роботі, заступником голови Гусятинської районної ради, заступником голови Гусятинської районної державної адміністрації, від 2004 — керуючий Гусятинським відділенням банку «Хрещатик». Депутат Гусятинської районної ради шести скликань, у 2015-му обраний депутатом Гусятинської селищної ради об'єднаної громади. Голова громадської організації «Спілка підприємців».

Віталій (нар. 19.10.1959, с. Котівка Гусятинського району Тернопільської області) — підприємець; закінчив Тернопільський фінансово–економічний інститут (нині — національний економічний університет) за спеціальністю «економіст», працював на комсомольській, партійній роботі, від 1987 року — в приватному бізнесі: у 1987—1988 роках — директор заводу «Госплитво», у 1989—1991 — директор АТ «Тарнекс», від 1994 — директор ТОВ «Мелвіс».

## Доробок
Автор книги спогадів «Поле мого життя» (1-ше видання — 2013 р., 2-ге видання — 2016 р.).

## Нагороди
За вагомі досягнення у сільськогосподарському виробництві та соціально-культурному розвитку, колгосп неодноразово нагороджувався «Всесоюзними» та республіканськими нагородами, часто заносився на дошку пошани на «Всесоюзній» виставці народного господарства у Москві.
- звання Героя Соціалістичної праці (1977),
- два ордени Леніна,
- Орден Жовтневої Революції,
- два ордени Знак Пошани,
- орден Великої Вітчизняної війни,
- орден «За мужність» (2004),
- чотирнадцять медалей,
- Почесна Грамота Президії Верховної Ради УРСР,
- відзнака «Честь і Слава Тернопільщини»,
- має бойові нагороди.